# Morley
Morley — вымышленная марка сигарет (с шоколадным ароматом), которая часто появляется в различных телешоу, фильмах и даже видеоиграх. Название является производным от прозвища сигарет Marlboro — Marleys; дизайн упаковки полностью копирует Marlboro. Марка используется для того, чтобы избежать обвинений в рекламе конкретного сорта сигарет. Марка Morley вошла в кинематограф как постоянный атрибут.
Впервые эти сигареты появились на экране в одном из эпизодов телешоу Дика Ван Дайка, 19 декабря 1961 года, эту дату считают «днём рождения» Morley. Прочнее всего марка Morley связана с сериалом «Секретные материалы» — могущественный и загадочный Курильщик, противник агента Малдера, постоянно курит их. В сериале «Californication» Morley постоянно курит Хэнк Муди, которого играет Дэвид Духовны, исполнявший роль Малдера в «Секретных материалах». Очевидно, что это является маркетинговым ходом со стороны создателей «Californication».

## Где встречаются
- В фильме «200 сигарет»[2]: Люси (Кортни Лав) дает Кевину (Пол Радд) целый блок Morley[1].
- В сериале «Баффи — истребительница вампиров»: Спайк (Джеймс Марстерс) курит сигареты Morley[6].
- В сериале «Миссия невыполнима»[2]: сигареты Morley появлялись в некоторых сериях оригинального сериала.
- В сериале «Детектив Нэш Бриджес»[2]: сигареты лежат на столе в доме преступника.
- В сериале «Побег»[2]: в 11 эпизоде второго сезона появилась пачка сигарет Morley, когда T-Bag достает её из сумки в квартире Роя.
- В сериале «Секретные материалы»: помимо Курильщика эти сигареты курит и агент Моника Рейс[7]. В одной из серий Скалли и Малдер посещают главный офис корпорации Morley Tobacco, после чего одного из её сотрудников убивают[3][8]. В серии «Восхождение» Малдер находит в бардачке машины Крайчека окурки сигарет Morley.
- В сериале «Тысячелетие» Питер Уоттс обнаруживает окурок Morley в подвале таинственной Группы Тысячелетия, в качестве аллюзии на Курильщика из «Секретных материалов»[9]. (Крис Картер является сценаристом обоих сериалов).
- В сериале «Ходячие мертвецы»: в 3 серии 2 сезона (на 20:05) Дейл Хорват достаёт пачку на крыше своего трейлера и нюхает её, в 6 серии 5 сезона (на 37:15) Дэрил Диксон нашёл блок сигарет Morley Lights и закурил их, как и один из персонажей в первом сезоне, в 2 серии 6 сезона зелёная пачка (на 34:32) возле убитой. В 2 серии 6 сезона, на (6:48) сзади Кэрол лежат эти сигареты.[10]
- В фильме «Ущерб»: в одном из эпизодов можно заметить сигареты Morley
- В фильме «Эпицентр»: Ник (Гэри Дэниелс) проносит в пачке сигарет Morley саботирующее устройство
- В сериале «Бесстыжие»:как минимум три члена семьи Галлагеров курят Morley
- В сериале «Штамм »(1 сезон, эпизод 11) Мариэлла Мартинез курит сигареты Morley
- В сериале «Твин Пикс» (3 сезон, эпизод 5)
- В сериале «Коллективный разум» (1 сезон, эпизод 12) использованная пачка мелькает в фотоальбоме (на 22:50)
- В сериале «Срочное уведомление» (Burn notice). На протяжении всего сериала Morley курит Мадлен Вестен, мать главного героя Майкла Вестена.
- В сериале «Хранилище 13» (Warehouse 13) (4 сезон, эпизод 9). На столе в библиотеке
- В сериале «Касл» (Castle) (3 сезон, эпизод 13). У детектива John Raglan
- В сериале «Американская история ужасов» (American Horror Story) (1 сезон, эпизод 11). У Вайолет Хармон (на 09:19)
- В сериале «Чёрный список» (6 сезон, эпизод 13). В штабе Моссад на столе (на 7:42)
- В фильме «В тени Луны» 2019 года (на 1:07:26)
- В фильме «Путь: Во все тяжкие» (El Camino: A Breaking Bad Movie) Джесси Пинкман видит пачку Morley в бардачке машины Тодда Алкиста (на 46:22)
- В сериале «Мыслить как преступник» (2 сезон, эпизод 7) по сюжету их курит тренер Дональд Хааз.
- В сериале «Йеллоустоун» (Yellowstone) (1 сезон, эпизод 2). На столе возле  доктора Патрика Монтейта (на 45:15).
- В фильме "Супершпион" (Gun Shy) 2000. Курит полицейский агент Чарли-главный герой
- В сериале "Беверли-Хиллз, 90210" (3 сезон, эпизод 8) главная героиня Бренда Уолш курит Morley
- В фильме "Шпионские игры" Натан Муир оставляет на столе начальника пачку Morley, чтобы отвлечь внимание секретаря и украсть папку с секретными спутниковыми снимками
- В фильме «Бойцовский клуб» (Fight Club) главный герой Тайлер Дерден курит их
- В сериале "Нулевой Канал" (Channel Zero) (3 сезон 3 серия). Лежит на столе в закусочной на 11-й минуте.